# أيت قواشة
أيت قواشة إحدى بلديات دائرة الأربعاء نايث إيراثن التابعة لولاية تيزي وزو.

## مواضيع ذات صلة
- بلديات ولاية تيزي وزو
- دوائر ولاية تيزي وزو